# Laurent Bonnart
Laurent Bonnart (Chambray-lès-Tours, 25 december 1979) is een voormalig Frans betaald voetballer die bij voorkeur als verdediger speelde. Hij tekende in juli 2011 een tweejarig contract bij Lille OSC, dat hem overnam van het op dat moment net uit de Ligue 1 gedegradeerde AS Monaco. Voordien speelde hij voor Tours, Le Mans en Olympique Marseille.